# Frank Valdor
Frank Valdor, född den 27 maj 1937 i Hamburg, död den 5 augusti 2013, var under 1960- och 1970-talet en av de stora tyska orkesterledarna och sålde över 2,5 miljoner skivor totalt.
Valdor var framförallt känd för instrumentalarrangemang avsedda att spelas non-stop på fester. Han kallade sig The King of Dynamic Party Sound. Diskografin består av över 80 LP-skivor, 10 singlar och 8 CD-skivor. Valdors skivomslag kännetecknas av genomtänkt grafisk framtoning, där han själv framträder omgiven av mer eller mindre lättklädda damer.